# 吉田拓郎 ONE LAST NIGHT IN つま恋
『吉田拓郎 ONE LAST NIGHT IN つま恋』（よしだたくろう ワン・ラスト・ナイト・イン つまごい）は、吉田拓郎が1985年7月27日から7月28日にかけて行った自身二度目の静岡県つま恋でのオールナイトコンサート、及び、1985年9月21日に発表されたコンサートと同名タイトルの吉田拓郎のライブ・アルバム。

拓郎は1975年と、この1985年、2006年の計3度、つま恋で野外コンサートを開催しているが、1975年と2006年は、かぐや姫とのジョイントコンサート名義だが、この年は拓郎の単独名義である。但し、かぐや姫もこのコンサートに参加している。
本項ではアルバムとコンサートについても説明する。

## コンサート
「吉田拓郎 ONE LAST NIGHT IN つま恋」というタイトルで、1985年7月27日7時過ぎから7月28日朝7時ころにかけてヤマハリゾートつま恋で開催。ゲストも参加したが単独ライブではギネスもののロングライブ。拓郎の他に、70年代に拓郎と関わりのあったかぐや姫、アルフィー、山本コウタロー、猫、愛奴、新六文銭、杉田二郎、武田鉄矢、石川鷹彦&加藤和彦、鈴木茂&武部秀明、後藤次利&高中正義、かまやつひろしらが応援という形で参加した。しかし契約上の問題から公式な音源は残っていない。
拓郎は1975年のつま恋コンサートと本コンサートの間の1979年7月26日〜27日に愛知県篠島で野外コンサート「吉田拓郎 アイランド・コンサート IN 篠島」を開催しているため、自身の名を冠した野外コンサートとしては今回が3度目となる。
1975年の「吉田拓郎・かぐや姫 コンサート インつま恋」を成功させたことで、ヤマハ側の責任者だった木下晃は、川上源一に呼ばれ「君につま恋というキャンバスを任せたんだから、君の好きなようにやりなさい」とお墨付きをもらい、音楽で注目される場所に育てるよう指示された。1983年夏、つま恋では二度目となる拓郎のオールナイトコンサートの開催が決定。コンサートまで約1年になったところでコンサートのタイトルが「吉田拓郎 ONE LAST NIGHT IN つま恋」に決定した。拓郎が「生涯最良の日にしたい」と繰り返し、タイトルに「LAST NIGHT」と入れたことで、音楽専門誌などのマスメディアが「このコンサートを最後に拓郎は引退するのでは」と書き立て、ファンの間でも拓郎は本コンサートを最後に引退するのではないかという噂が広まった。これに触発された桑田佳祐が「吉田拓郎の唄」を作った。

### コンサート運営に関して
入場料は一律4,500円で、1975年と同じく当日券の販売はなかった。1975年のようにチケットをスタッフが売ってまわるのではなく、1985年5月11日に北海道から九州まで全国9地区のコンサートプロモーターがチケットを扱った。まだオンラインシステム導入前のため、それらプロモーターに直接買いに行くか、繁華街のデパート内や家電量販店の中などにあったプレイガイドでチケットを購入した。東京からは小田急トラベルがツアーバスを出すなど、各地の旅行会社とタイアップがあり、各地からツアーバスが出た。鉄道利用は掛川駅がまだ新幹線駅が開業前のため、1975年と同様、在来線を乗り継ぎ、掛川駅から徒歩で約25分歩いた。今回は1975年にはなかった掛川駅から会場までの往復バスが運行された。チケットに記載された注意事項には、駐車場はないため車での来場不可、録画録音機材の持ち込み不可、雨天決行で雨具の用意を促す注意などの他、1975年のときにトラブルが続出したことから「開演前以前（深夜も含む）に来場したり会場付近・駅等で徹夜することを禁止します。※注意事項に従わない場合は入場をお断りし、なお払い戻しも致しません」と明記されていた。

## セットリスト
- セットリストは以下の通り[1]。太字はアルバム未収録。

1. 悲しいのは
2. SCANDAL
3. 暑中見舞い
4. あの娘といい気分
5. 誕生日
6. I'm In Love
7. ハネムーンへ
8. 君が欲しいよ
9. 友と呼べれば
10. 言葉
11. 三軒目の店ごと
12. サマーピープル
13. 祭りのあと
14. 大阪行きは何番ホーム
15. 僕の唄はサヨナラだけ
16. 君が先に背中を
17. 春を呼べⅡ
18. 今夜も君をこの胸に
19. アジアの片隅で
20. 地下鉄にのって with 猫
21. 雪 with 猫
22. ひらひら with 愛奴
23. 野の仏 with 愛奴
24. シンシア with 愛奴
25. 比叡おろし with 新六文銭
26. おかど違い with 新六文銭
27. 長い夢 with 新六文銭
28. 12階だてのバスがやってくる with 新六文銭
29. 人生は流行りのステップ by かぐや姫
30. 僕の胸でおやすみ by かぐや姫
31. なごり雪 by かぐや姫
32. ジェネレーション・ダイナマイト by アルフィー
33. スターズ・オン23 by アルフィー
34. 夏休み
35. 春だったね
36. 岬めぐり by 山本コータロー
37. 戦争を知らない子供たち by 山本コータロー・杉田二郎
38. 君住む街 by 杉田二郎
39. 唇をかみしめて by 武田鉄矢
40. 水無川 by かまやつひろし
41. 我が良き友よ by かまやつひろし
42. どうしてこんなに悲しいんだろう
43. まにあうかもしれない
44. やせっぽちのブルース
45. パーフェクトブルー
46. ビートルズが教えてくれた
47. 我が身可愛く
48. チェックインブルース
49. 英雄
50. ファミリー
51. あゝ青春
52. ガラスの言葉
53. リンゴ
54. 結婚しようよ
55. サマータイムブルースが聴こえる
56. お前が欲しいだけ
57. 虹の魚
58. 王様達のハイキング
59. いつか夜の雨が
60. おきざりにした悲しみは
61. 落陽
62. いつも見ていたヒロシマ
63. 川の流れの如く
64. Life
65. 知識
66. 人生を語らず
67. 男と女の関係は
68. 7月26日未明
69. 俺が愛した馬鹿
70. 又逢おうぜあばよ
71. この指とまれ (encore)
72. 明日に向かって走れ (encore)

Guest Musicians
- 新六文銭
  - 小室等
  - 柳田ヒロ
  - 後藤次利
- アルフィー
  - 坂崎幸之助
  - 高見沢俊彦
  - 桜井賢
- 愛奴
  - 浜田省吾
  - 町支寛二
  - 高橋信彦
  - 山崎哲志
  - 青山徹
- 猫
  - 常富喜雄
  - 田口清
  - 内山修
  - 石山恵三
- かぐや姫
  - 南こうせつ
  - 伊勢正三
  - 山田パンダ
- 杉田二郎
- 武田鉄矢
- 山本コウタロー
- かまやつひろし
- 松任谷正隆
- 鈴木茂
- 武部秀明
- ジェイク・コンセプション
- 石川鷹彦
- 高中正義
- 田中清司
- 加藤和彦

## アルバム

### 構成
アルバムの収録は17曲だけだが、コンサート全体はABCDの4部構成で、実際の演奏は全72曲（約12時間）、拓郎だけで59曲も披露している。当然2枚組程度では収まらないため、拓郎の演奏の一部をピックアップしたものである。

### リリース
1985年9月21日に、LP2枚組とカセットテープとCDの3形態で、28thシングル「風をみたか」（トヨタ『ライトエース』CMソング）と同時発売された。

### 収録曲
- 全作詞・作曲:吉田拓郎（特記以外）編曲:瀬尾一三（特記以外）。

#### レコード盤
Side-A
1. 暑中見舞い
作詞:岡本おさみ／編曲:徳武弘文
2. 誕生日
3. I'm In Love
4. 大阪行きは何番ホーム
5. サマーピープル
作詞:岡本おさみ／編曲:永田一郎

Side-B
1. 言葉
作詞:松本隆／編曲:青山徹
2. 今夜も君をその胸に
3. 夏休み
4. やせっぽちのブルース
5. ビートルズが教えてくれた
作詞:岡本おさみ／編曲:中西康晴

Side-C
1. いつも見ていたヒロシマ
作詞:岡本おさみ
2. 川の流れの如く
編曲:徳武弘文
3. Life
4. 7月26日未明

Side-D
1. 俺が愛した馬鹿
2. この指とまれ
3. 明日に向って走れ

#### CD盤
Disc-1
1. 暑中見舞い
2. 誕生日
3. I'm in Love
4. 大阪行きは何番ホーム
5. サマーピープル
6. 言葉
7. 今夜も君をその胸に
8. 夏休み
9. やせっぽちのブルース
10. ビートルズが教えてくれた

Disc-2
1. いつも見ていたヒロシマ
2. 川の流れの如く
3. Life
4. 7月26日未明
5. 俺が愛した馬鹿
6. この指とまれ
7. 明日に向って走れ

### 演奏者
Back Musicians
- 島村英二
- 雨水英司
- 青山徹
- 徳武弘文
- 常富喜雄
- 永田一郎
- 中西康晴
- 斉藤ノブ
- 高野正幹
- 浜田良美
- 大塚修二
- 高橋香代子
- 新倉芳美
- 浅葉砂緒里
- 瀬尾一三[1]

### リリース履歴
| No. | 日付          | レーベル                                 | 規格      | 規格品番  | 最高順位 | 備考             |
| --- | ------------- | ---------------------------------------- | --------- | --------- | -------- | ---------------- |
| 1   | 1985年9月21日 | フォーライフ・レコード                   | LP        | 45K-3     | 15位     |                  |
| 1   | 1985年9月21日 | フォーライフ・レコード                   | CT        | 45C-1     | 15位     |                  |
| 1   | 1985年9月21日 | フォーライフ・レコード                   | CD        | 58KD-1    | 15位     |                  |
| 2   | 2006年4月5日  | フォーライフミュージックエンタテイメント | CD (HDCD) | FLCF-4115 | -        | 紙ジャケット仕様 |

## その他
- かつて愛奴として拓郎のバックバンドでドラムを叩いた浜田省吾が、愛奴の再結成でドラムを叩き、拓郎から「浜田、前よかドラム上手いな（笑）」と言われた[1]。
- アルフィーに「帰れコール」が起きた。坂崎幸之助は「やっぱり拓郎ファンは柄が悪い（笑）。でも拓郎さんのイベントで"帰れコール"を洗礼を浴びるのは、僕らが多分最後だと思う。却って光栄だよね。拓郎さんはやめないと思う。今までだってそうだったんだから」などと話した[1]。
- 武田鉄矢は博多弁で「唇をかみしめて」を歌った[1]。
- 拓郎はこの年6月15日に国立競技場で行われた大規模ジョイントコンサート「国際青年年記念 ALL TOGETHER NOW」を小田和正と共に中心になって開催に奔走しての本コンサートの実施で[19][5][6]、精魂尽き果て、灰になったような状態で、武田鉄矢に高杉晋作役を頼まれていた[9]映画『幕末青春グラフィティ Ronin 坂本竜馬』の広島県尾道市のロケ現場に直行した[20]。